# Tørsvømning
Tørsvømning er forberedende svømmeundervisning der kan udføres på land i stående, siddende, gående eller liggende stilling.